# Kultura Suciu de Sus
Kultura Suciu de Sus (ukrajinsky Станівська культура) je archeologická kultura střední až mladší doby bronzové, stupňů BB1 až HA1 chronologického systému dle Paula Reinecka, součást starší fáze komplexu kultur jihovýchodních popelnicových polí. Vyskytovala se v severovýchodním Maďarsku,  ve Východoslovenské nížině, přilehlé části Podkarpatské Rusi a na severozápadě Rumunska. Kultura Suciu de Sus navazuje na kulturu otomanskou protourbánního horizontu a v závěru přecházi v gávskou kulturu, náležející do mladší fáze komplexu jihovýchodních popelnicových polí.